# Fanore

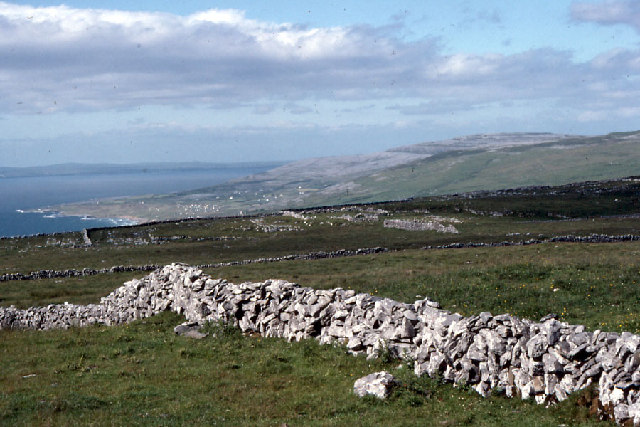
Vista de la costa del The Burren a Fanore

Fanore (en Irlandès Fán Óir "el pendent daurat") és un petit poble situat al Comtat de Clare, a la costa occidental del país. El poble s'estén a la carretera entre Ballyvaughan i Doolin i és conegut per la seva extensa platja de sorra. El poble és molt popular entre els excursionistes, navegants, turistes i és particularment interessant per als botànics, per estar ubicat a la vora del The Burren - regió famosa per la seva flora i fauna úniques. Compta amb un bar, una oficina de correus/botiga i un restaurant, així com una escola de surf a prop de la platja. Fanore ha aparegut moltes vegades en la televisió irlandesa: en particular, a la sèrie Father Ted que ofereix sovint escenes filmades a Fanore.